# De hekserij van Bozerik
De hekserij van Bozerik is het dertiende stripalbum uit de reeks Johan en Pirrewiet. Het verhaal verscheen voor het eerst in het weekblad Robbedoes/Spirou in twee delen. Het eerste deel verscheen in 1967/1968 in de nummers 1548 t/m 1571. Het tweede deel verscheen in 1969/1970 in Robbedoes/Spirou nr. 1641 t/m 1661. Het album volgde nog datzelfde jaar in 1970.

## Achtergrond
De hekserij van Bozerik is het laatste verhaal uit de reeks dat Peyo zelf heeft gemaakt. Hij kreeg hierbij hulp van Gos en Walthéry. André Franquin schetste het kasteel van Bozerik. Er zat ook een hele tijd, zo'n 5 jaar, tussen de publicatie in Robbedoes van dit en het vorige verhaal. Tussendoor verschenen wel nog korte verhalen. Toen het verhaal dan uiteindelijk in Robbedoes begon in 1967, werd het daarna meer dan een jaar onderbroken. Het tweede deel begon in Robbedoes in 1969. Na dit verhaal verschenen nog enkele korte verhalen, maar in 1977 stopte Johan en Pirrewiet definitief voor Peyo, hoewel er nog plannen waren voor een nieuwe verhaal. De Smurfen hadden zijn carrière overgenomen.
De Franstalige titel, Le Sortilège de Maltrochu, zou eerst Le Sortilège de Maltronchu (de hekserij van Slechtekop) worden, maar die werd geschrapt wegens slechte smaak.

## Verhaal
Pirrewiet vindt in het bos een sprekende hond. Die is in feite een ridder, Diederik, die betoverd is door een middel in een drankje dat Bozerik hem gaf. Bozerik aast namelijk op de geliefde van Diederik, de knappe Hildegonde. Johan en Pirrewiet willen de ridder graag helpen, maar moeten daarvoor eerst het bewuste middel zien te vinden. Ze laten de hond achter in een herberg en gaan naar Bozerik. Met een smoesje weten ze informatie in te winnen over het middeltje, maar om het te krijgen, moeten ze eerst naar een alchemist een eind verderop. Intussen heeft de uitbater van de herberg waar de hond zit, gehoord dat de hond kan praten. Het nieuws doet de ronde en ook Bozerik komt dit te weten. Hij ontvoert de hond. Johan en Pirrewiet nemen de benen en gaan zonder hond naar tovenaar Omnibus. Ze hopen dat hij een tegenmiddel kan vinden. Intussen maakt Bozerik zich op om de hand van Hildegonde te vragen. Als ze ziet dat Bozerik Diederik in een hond heeft veranderd en hoort dat hij alleen weer mens zal worden als ze met Bozerik trouwt, stemt ze in met het huwelijk.
Omnibus slaagt samen met Grote Smurf in het vinden van een tegengif voor het hondenmiddel. Johan en Pirrewiet haasten zich naar Bozerik. Onderweg ontmoeten ze een vriend van Diederik, Bertrand. Die kan nog wat vrienden vinden zodat ze samen Bozerik kunnen verslaan. Geholpen door wat Smurfen kunnen ze het kasteel innemen en Diederik het tegengif geven: Hij verandert weer in een mens. Bozerik is echter al op weg naar Hildegonde voor het huwelijk. Johan, Pirrewiet, Diederik en de anderen rijden de hele nacht en kunnen net verhinderen dat Hildegonde haar jawoord geeft aan Bozerik. Het huwelijk wordt verdergezet, maar nu met een andere bruidegom: Diederik.